# 浙江华溪蟹
浙江华溪蟹（学名：Sinopotamon chekiangense）为溪蟹科华溪蟹属的动物。在中国大陆，分布于浙江、福建等地，主要生活于山溪石块下。